# Abraham Giulchandanian
Abraham Giulchandanian (orm.: Աբրահամ Գյուլխանդանյան; ur. w 1875 w Erywaniu, zm. 1 stycznia 1946 w Paryżu) – ormiański pisarz i działacz niepodległościowy, minister informacji i poczty, a następnie minister spraw wewnętrznych i sprawiedliwości w Demokratycznej Republice Armenii w latach 1918–1919, wiceprezydent kolaboracyjnego Armeńskiego Komitetu Narodowego podczas II wojny światowej.
Uczył się w seminarium duchownym, a następnie studiował prawo. W 1894 r. przystąpił do Armeńskiej Federacji Rewolucyjnej (dasznaków), którzy opowiadali się za niepodległością Armenii. Prowadził działalność w rejonie Baku, szczególnie podczas konfliktu armeńsko-tatarskiego w 1905 r. Został aresztowany przez władze rosyjskie i osadzony w więzieniu. Po wybuchu I wojny światowej współtworzył w 1914 r. armeńskie oddziały ochotnicze. W 1918 r. został członkiem parlamentu nowo utworzonej Demokratycznej Republiki Armenii. Sprawował funkcję ministra informacji i poczty, a następnie spraw wewnętrznych i sprawiedliwości w kolejnych armeńskich rządach. Był członkiem armeńskiej delegacji rządowej, która 2 grudnia 1920 r. podpisała w Aleksandropolu traktat pokojowy armeńsko-turecki. Po likwidacji w tym samym czasie państwa armeńskiego przez wojska bolszewickie udał się na emigrację do Rumunii, a następnie Francji, gdzie zamieszkał w Paryżu. Po wybuchu II wojny światowej podjął kolaborację z Niemcami. Od 15 grudnia 1942 r. był wiceprezydentem Armeńskiego Komitetu Narodowego w Berlinie. Jednocześnie pełnił funkcję redaktora naczelnego pisma Legionu Armeńskiego pt. "Azat Hajastan". Po zakończeniu wojny został aresztowany przez Francuzów, ale wkrótce wypuszczony na wolność. Zmarł 1 stycznia 1946 r. w Paryżu. Był autorem książek m.in. o Kaukazie, konflikcie armeńsko-tatarskim w 1905 r., armeńskim ruchu niepodległościowym.